# Gaspare Beretta
Gaspare Beretta (Brissago, 1620 – Milano, 1703) fu uno dei maggiori ingegneri militari della Lombardia spagnola, raggiungendo il grado di Maestro di Campo Generale e il titolo nobiliare di conte.

## Biografia
La famiglia Beretta è originaria di Brissago nel Canton Ticino. Gaspare Beretta esordì come soldato semplice nel 1639 prendendo parte ai principali eventi bellici, che ebbero luogo in Piemonte nel quinquennio successivo. In questo periodo divenne stretto collaboratore di Francesco Prestino, l'Ingegnere Camerale dello Stato di Milano.
Nel 1647 riceve il grado di ingegnere militare e dirige con successo l'assedio di Nizza Monferrato. L'anno successivo partecipa alla difesa di Cremona, dove il Prestino muore e il Beretta ne raccoglie l'eredità di comando. La riconquista di Porto Longone nel 1650 è la sua prima impresa di rilevanza europea. Negli anni successivi si susseguirono incarichi prestigiosi, che lo portarono dal Napoletano alle Fiandre, anche se la sua attività si svolse principalmente in Lombardia, Piemonte e Liguria. I suoi principali incarichi all'estero, furono i comandi nelle Fiandre (1662), in Borgogna (1672) e l'espugnazione di Embrun nel Delfinato (1692).
Nel 1679 fu accusato di aver mal diretto le opere di difesa di importanti piazzeforti e per cinque anni fu incarcerato a Pavia e a Milano. Venne, però, assolto e reintegrato nel grado: il governatore dello Stato di Milano procedette di persona alla sua scarcerazione.
Riprese la sua frenetica attività, interrotta talvolta da missioni diplomatiche, e la proseguì fino all'anno 1700. Nel 1690 difese vittoriosamente Torino e negli anni successivi il resto del Piemonte, tanto che nel 1697 Vittorio Amedeo II di Savoia lo premiò con rendite e con un titolo nobiliare.
Nel corso di sessanta anni di intenso lavoro produsse centinaia di manoscritti, progetti di fortificazioni e opere civili ad uso militare e carte (curò particolarmente la cartografia e la viabilità dei territori spagnoli e del Genovesato).
I seguenti piani sono pubblicati da Viganò:
- Parte della Cittadella di Torino che sendo regolare è lo stesso, come se fosse compl[e]ta, 1687 (Archivio storico Civico Milano, Belgioioso, cart. 266, doc. 10);
- Pianta di una parte della cittadella di Torino, del Beretta, 1688, (Ibidem, doc 13);
- Per la Cittadella di Turino ciò è la pianta di un Baloardo, 1691, (Ibidem, doc. 19);
- Profili, 1691, (Ibidem, doc. 21);
- Disegno d'uno de' Rivellini della Cittadella di Torino, 1691, (Ibidem, doc. 20);
- Memoria per l'assedio di Casale Monferrato, 1695, (Ibidem, cart, 260, doc. 203);
- Disegno del forte alzato in uicinanza del Po' nella bloccatura di Casale Monferrato, 1695, (Ibidem, doc. 190);
- Dichiaratione del presente dissegno di due Balluardi della Cittadella di Casale, 1695, (Ibidem, doc. 184);
- Contromine - e' Tagliate, 1695, (Ibidem, doc. 186);
- Dimostra le contromine, o siano gallerie, dentro, e fuori della Piazza; cioè auuanzate sopra lo spalto della Strada coperta, 1695, (Ibidem, doc. 193)[1].

### Fonti archivistiche
- Archivio Storico della Città di Milano, Belgioioso, cart. 260, documenti 184, 186, 190, 193, 203; cart. 266, documenti 10, 13, 19, 20, 21; cart. 268, doc. 116.